# Hugo von Hoesch

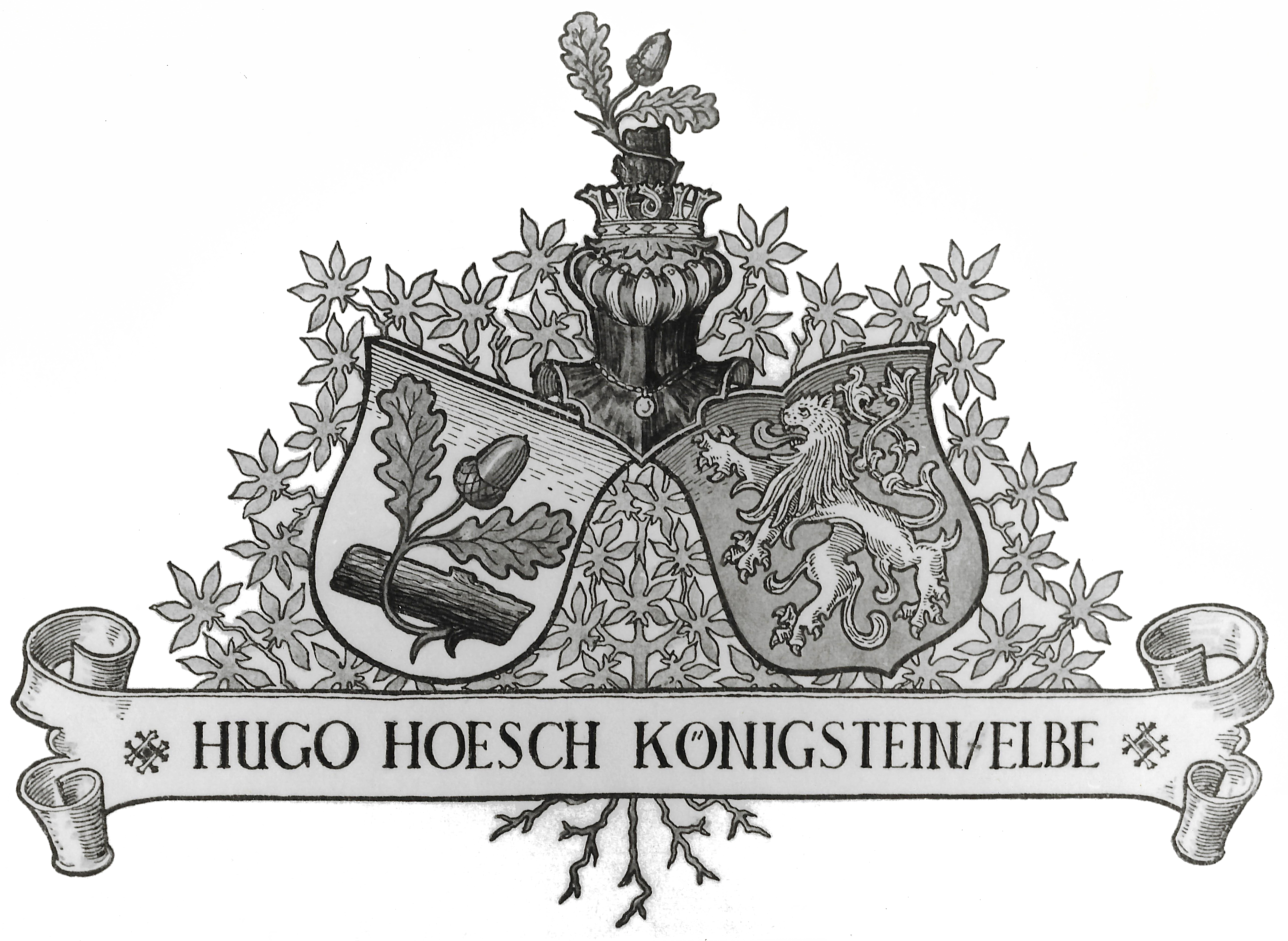
Allianzwappen aus: Hugo von Hoesch Familienwappen und Stadtwappen von Königstein an der Elbe.

Hermann Hugo Otto Hoesch, ab 1912 von Hoesch, (* 30. Januar 1850 in Düren; † 12. Dezember 1916 in Dresden, beigesetzt auf dem Trinitatisfriedhof) war ein deutscher Unternehmer in der Papierindustrie und lebenslanges Mitglied der I. Kammer des Sächsischen Landtags.

## Leben und Wirken
Der Sohn des Montanunternehmers Leopold Hoesch (1820–1899) und der Henriette Sibylla Maria Hoesch (1823–1872), Tochter des Eisenfabrikanten und Onkels ihres Mannes Eberhard Hoesch, trat nach seiner Schulzeit zunächst seinen Militärdienst als Einjährig-Freiwilliger im 2. Garde-Ulanen-Regiment an, mit dem er am Deutsch-Französischen Krieg 1870/71 teilnahm und mit der Kriegsdenkmünze für die Feldzüge 1870–71 ausgezeichnet wurde. Anschließend absolvierte er an verschiedenen westfälischen und sächsischen Papierfabriken und in der Schweiz seine Ausbildung zum Papierhersteller.
Nachdem bereits 1871 die beiden älteren Brüder von Hugo Hoesch, Wilhelm (1845–1923) und Albert Hoesch (1847–1898), zusammen mit dem Vater nach Dortmund gezogen waren, wo sie Mitbegründer der Westfalenhütte und Gesellschafter des neuen Unternehmens Hoesch AG wurden, erstand der Vater als Ausgleich für Hugo auf einer Zwangsversteigerung im Jahr 1876 die im Bielatal gelegene Königsteiner Papierfabrik, die dieser in den folgenden Jahrzehnten zu einer der modernsten Feinpapierfabriken Deutschlands ausbaute. Für diese bisherigen Verdienste wurde Hoesch im Jahr 1887 zum königlich sächsischen Kommerzienrat ernannt. Als Nächstes gründete er zusammen mit seinem Vetter Otto Hoesch im Jahr 1890 zunächst in Pirna die Sulfit-Zellstoff-Fabrik Hoesch & Co., zwei Jahre später ein zweites, im benachbarten Heidenau gelegenes Unternehmen sowie 1905 wiederum in Pirna ein drittes Werk nach neuestem technischen Standard. Mit seinen mittlerweile vier Unternehmen spezialisierte sich Hoesch besonders auf Schriftzeichen, Namenszüge und Verzierungen als Wasserzeichen im Papier, wodurch er innerhalb seiner Branche eine langjährige Vorreiter- und Führungsrolle innehatte.
Nach dem Tod Hugo von Hoeschs im Jahr 1916 und seines ältesten Sohnes Alfred bereits im Jahr 1908 traten seine übrigen drei Kinder in die Verwaltung des Unternehmens ein, ließen sich aber kaum in Königstein sehen. Dennoch achteten sie darauf, dass das leitende Personal ihre Interessen vertrat und schickten auch Fachleute der Papierbranche aus ihren rheinischen Fabriken nach Königstein. Hoeschs Unternehmungen wurden nun auf zwei Unternehmen aufgeteilt: die Feinpapierfabrik Hugo Hoesch in Königstein und die Sulfit-Zellulose-Fabrik Hoesch & Co. in Pirna und Heidenau. Beide bestanden als Privatunternehmen bis 1945 und wurden anschließend als Volkseigener Betrieb weitergeführt.
Neben seinen vielfachen beruflichen Verpflichtungen gehörte Hoesch zahlreichen Verbänden und Vereinigungen an. Seit Gründung des Vereins sächsischer Papierfabrikanten im Jahr 1895 übte er die Funktion des Vorsitzenden aus, war bis 1902 Ersatzmann des Vorstandes der neunten Sektion der Papiermacherberufsgenossenschaft im Königreich Sachsen und war anschließend Vorstandsmitglied des Vereins deutscher Papierfabrikanten. Darüber hinaus hatte er den Vorsitz des Aufsichtsrats der Vereinigte Strohstoff-Fabriken in Coswig inne und gehörte den Aufsichtsräten der Dresdner Bank und der Hasseröder Papierfabrik an.
Hoesch wählte seinen Wohnsitz im Königsteiner Ortsteil Hütten, wo er 1879 bis zu seinem Tode auch das Amt des Gemeindevorstehers innehatte. Später wurde er Mitglied des Bezirkstags und Bezirksausschusses der Amtshauptmannschaft Pirna und Mitglied des konservativen und nur von 1890 bis 1899 bestehenden Reichstreuen Vereins Pirna. Mit diesem Verein setzte sich Hoesch maßgeblich für die Wiederwahl des als antisemitisch einzustufenden Carl Friedrich Lotze mit einer Erklärung vom 16. Juni 1898 ein, die da lautete: „Angesichts der sozialdemokratischen Anmaßungen werden die Mitglieder des Reichstreuen Vereins dringend aufgefordert, geschlossen Mann für Mann für Herrn C. F. Lotze in Dresden einzutreten und demselben am 16. Juni ihre Stimme zu geben. – Commerzienrat Hugo Hoesch, Hütten.“ Nach der Auflösung des Vereins wurde Hoesch in den Ausschuss der Verkehrsinteressenten der ständigen Tarifkommission Berlin und in den sächsischen Eisenbahnrat gewählt. Schließlich ernannte der sächsische König Friedrich August III. im Jahr 1907 Hoesch zum lebenslangen Mitglied der I. Königlich Sächsischen Ständekammer des Sächsischen Landtags und verlieh ihm 1912 den erblichen Adelstitel.
Als Privatmensch machte sich Hoesch vor allem um den Dresdner Pferderennsport verdient. So besaß er einen eigenen Pferderennstall, war Mitbegründer des Dresdner Rennvereins 1890 e. V. und leitete den Verein von 1907 bis zu seinem Tod als Präsident. In dieser Funktion hatte Hoesch auch einen wesentlichen Anteil an der Errichtung der Pferderennbahn Dresden im Stadtteil Seidnitz.
Neben den bereits erwähnten Auszeichnungen wurde Hoesch für seine wirtschaftlichen und politischen Verdienste noch zum Ritter des Albrechts-Ordens ernannt und erhielt den Chinesischen Orden vom Doppelten Drachen.

## Familie

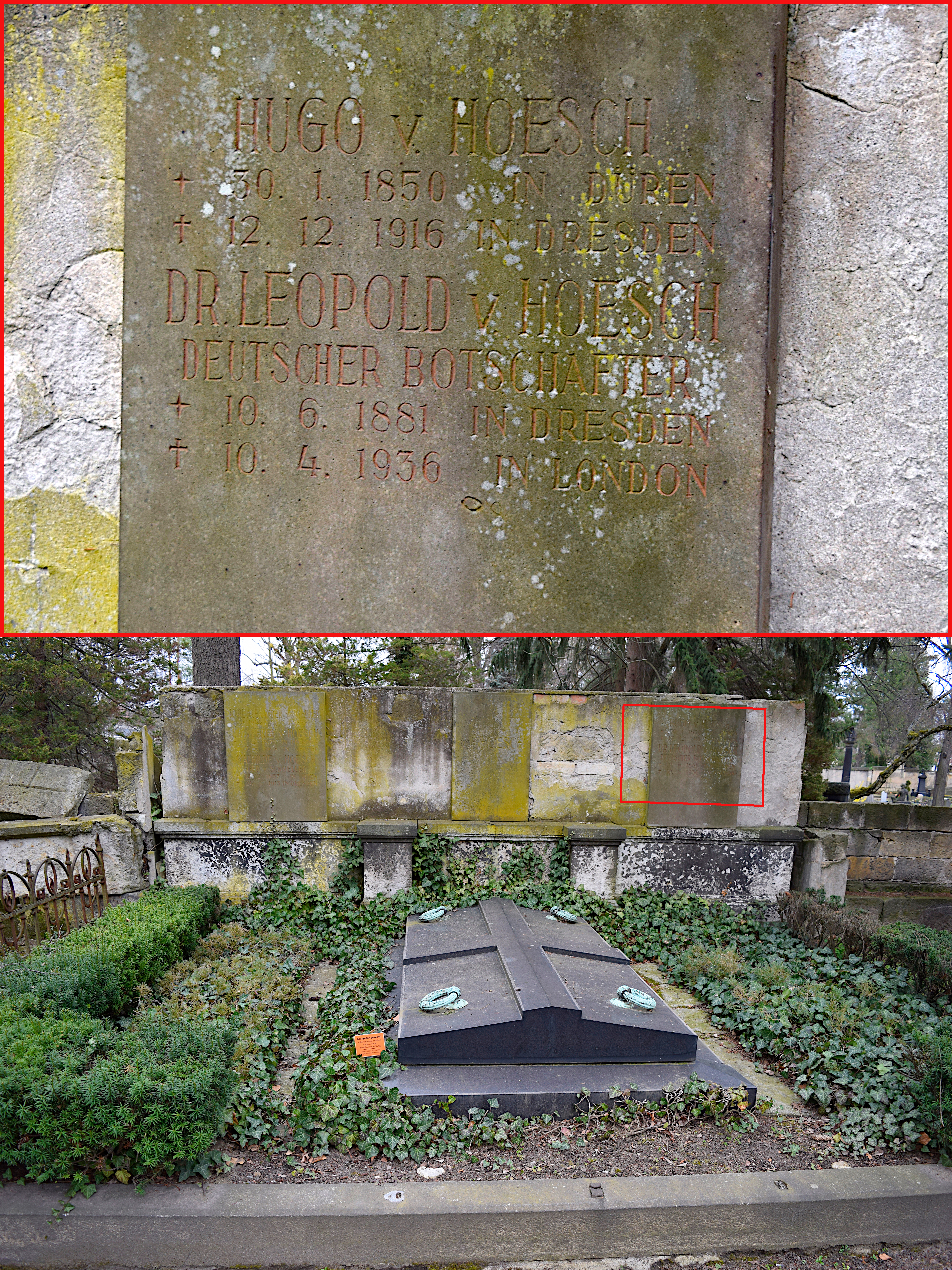
Grabstätte der Familie Hugo von Hoesch auf dem Trinitatisfriedhof in Dresden. (2021)

Hugo von Hoesch war verheiratet mit Mathilde Friederike geb. von Schoeller (1857–1913), Tochter des ebenfalls aus Düren stammenden und in Österreich tätigen Großunternehmers Gustav Adolph von Schoeller. Mit ihr hatte er zwei Söhne und zwei Töchter. Der als Erbe des Unternehmens vorgesehene älteste Sohn Alfred Hoesch (1878–1908) war in Neapel während der Hochzeitsreise mit Josepha geb. von Carlowitz unerwartet gestorben.
Der zweite Sohn, Leopold von Hoesch (1881–1936), trat nach dem juristischen Staatsexamen 1907 in den diplomatischen Dienst. Er war unter anderem im Auswärtigen Amt tätig, wurde 1921 zunächst Botschaftsrat in Paris, schließlich 1923 deutscher Geschäftsträger und 1924 Botschafter, zuerst in Frankreich und später in Großbritannien. Die Töchter Marianne Adele Pauline von Hoesch (* 1883), die den Aachener Tuchfabrikanten Hans van Gülpen geheiratet hatte, und Adele Ella Maria von Hoesch (* 1889) lebten in den 1930er Jahren ebenfalls im Westen Deutschlands.
In zweiter Ehe war Hugo von Hoesch mit Irmgard geb. Balcke verheiratet.